# Bentley R Type

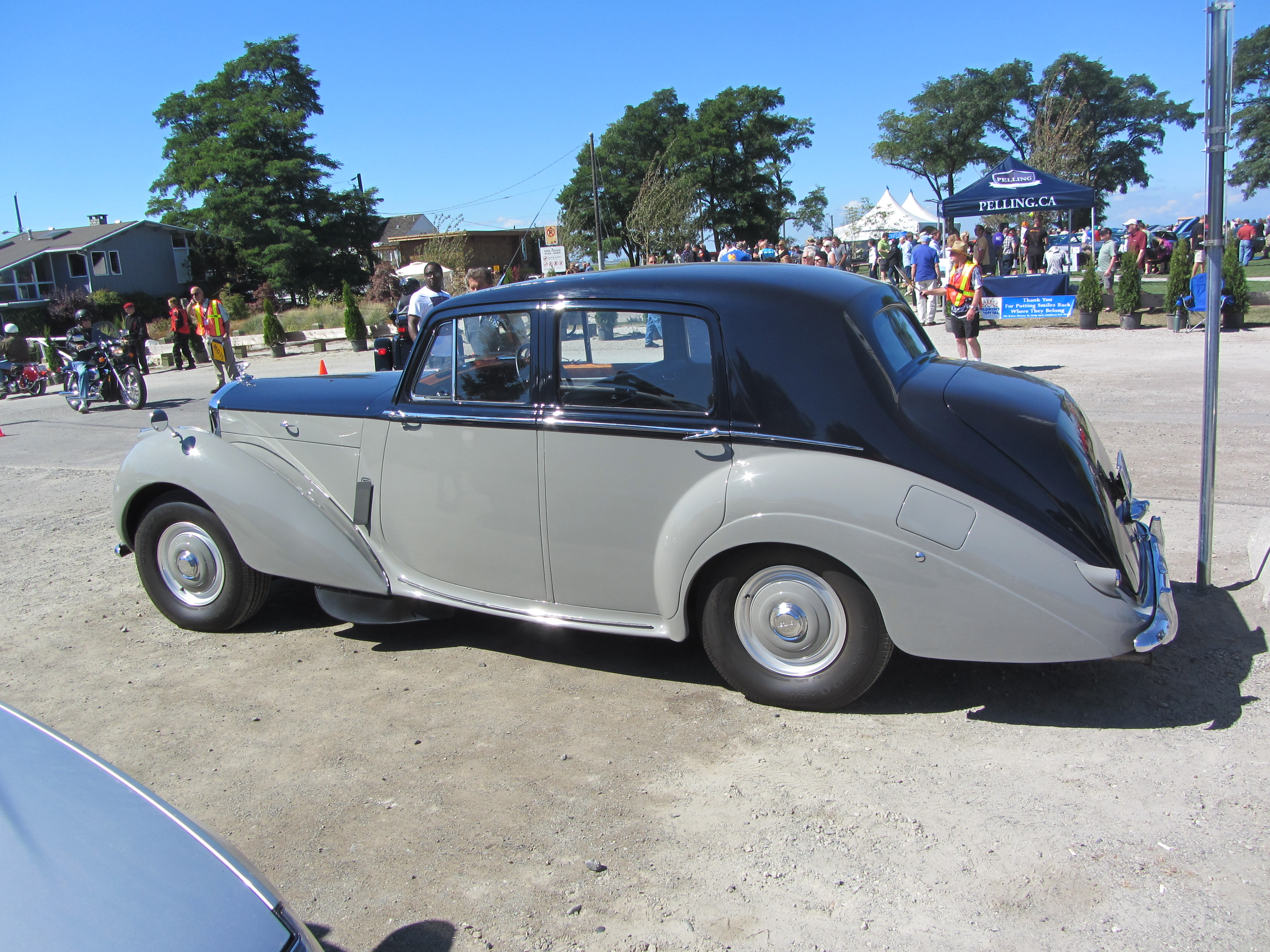
Porta-malas

O Bentley R Type é a segunda série de automóveis Bentley do pós-guerra, produzido de 1952 a 1955 como sucessor do Mark VI. Essencialmente uma versão de porta-malas maior do Mk VI, o R Type é considerado por alguns como uma solução temporária antes da introdução dos carros da série S em 1955. Assim como seu antecessor, uma carroceria padrão estava disponível, bem como versões construídas por empresas como H. J. Mulliner & Co., Park Ward, Harold Radford, Freestone and Webb, Carrosserie Worblaufen e outras.

## Semelhança com Rolls-Royce Silver Dawn
Além das grades do radiador e da carburação, havia pouca diferença entre o Bentley R Type padrão e o Rolls-Royce Silver Dawn. O R Type era o carro mais popular. Cerca de 2.500 unidades foram fabricadas durante sua produção, em comparação com as 760 do Silver Dawn.

## Design
Durante o desenvolvimento, ele foi chamado de Bentley Mark VII; os cartões de chassi desses carros os descrevem como Bentley 7. O nome R Type, que agora é geralmente aplicado, deriva da série de chassis RT. A frente do modelo sedã era idêntica à do Mark VI, mas o porta-malas tinha quase o dobro de capacidade. A cilindrada do motor era de 4,6 litros, conforme instalado em versões posteriores do Mark VI. Um afogador automático foi instalado no carburador do R Type. A fixação das molas traseiras ao chassi foi alterada em detalhes entre o Mark VI e o R Type.
Para compradores que procuravam um carro mais distinto, um número decrescente tinha carrocerias personalizadas disponíveis do número cada vez menor de construtores de carrocerias do Reino Unido. Elas variavam das grandes linhas fluidas da Freestone e as formas conservadoras, quase pré-guerra, da Webb, às conversões práticas de Harold Radford, que incluíam uma porta traseira estilo concha e bancos traseiros dobráveis.

### Motor e transmissão
Todos os modelos R Type usam um motor de seis cilindros em linha de bloco de ferro/cabeçote de alumínio alimentado por dois carburadores SU Type H6. O motor básico tinha cilindrada de 4.566 cc com um diâmetro de 92 mm e curso de 114,3 mm. Uma transmissão manual de quatro velocidades era padrão, com uma opção automática de quatro velocidades se tornando padrão em carros posteriores.

### Freios e suspensão
A suspensão era independente na frente usando molas helicoidais com molas de lâmina semi-elípticas na traseira. Os freios usavam tambores de 311 mm em todos os lados e eram operados hidraulicamente na frente e mecanicamente na traseira por meio de um servo acionado por caixa de câmbio.

### Exemplos de carrocerias
O primeiro exemplo é o sedã de aço padrão construído pela Bentley, mas vários clientes optaram por um chassi simples, que foi levado a um fabricante de carrocerias de sua escolha.

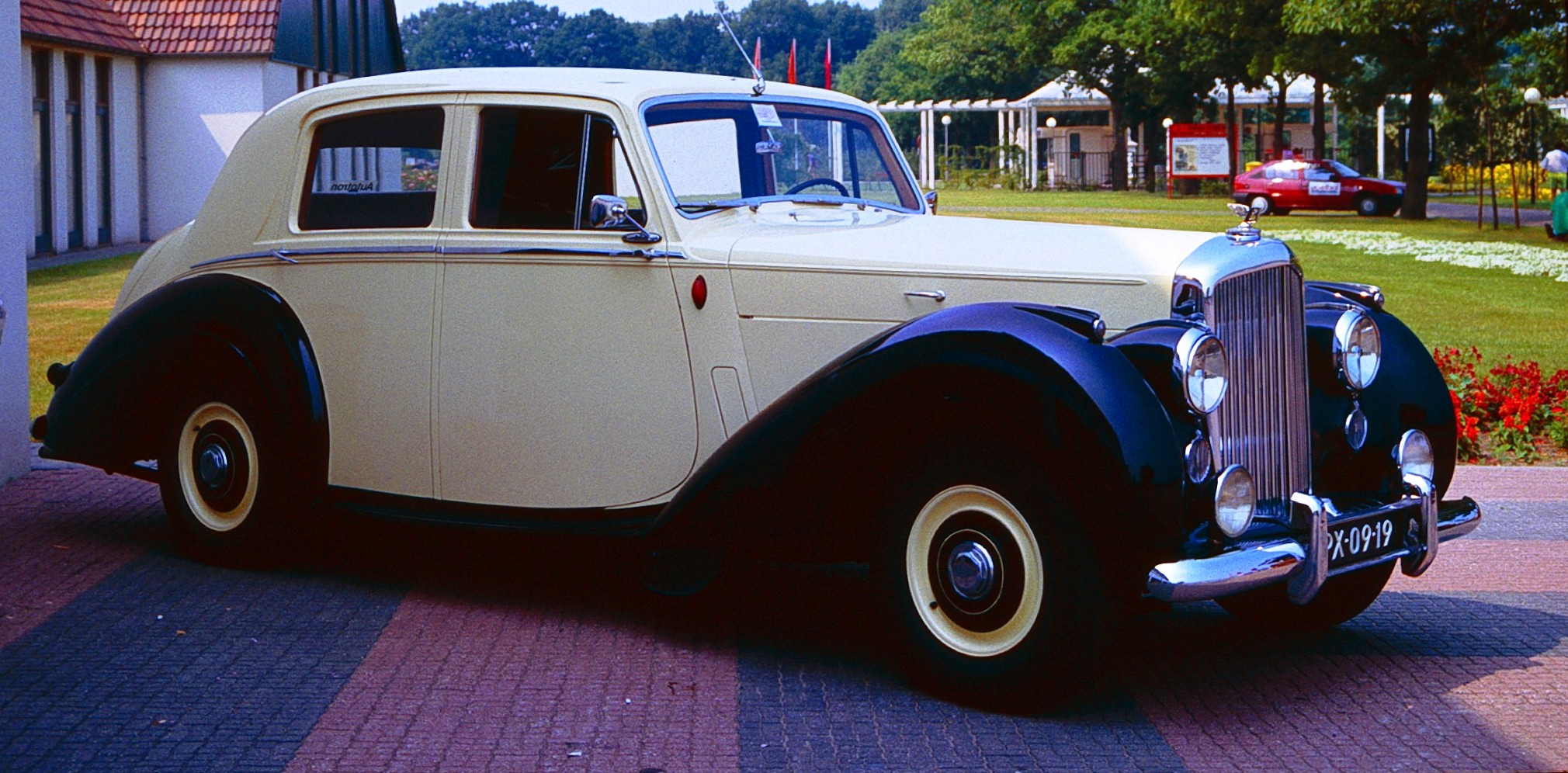
Aço padrão sedã esportivo
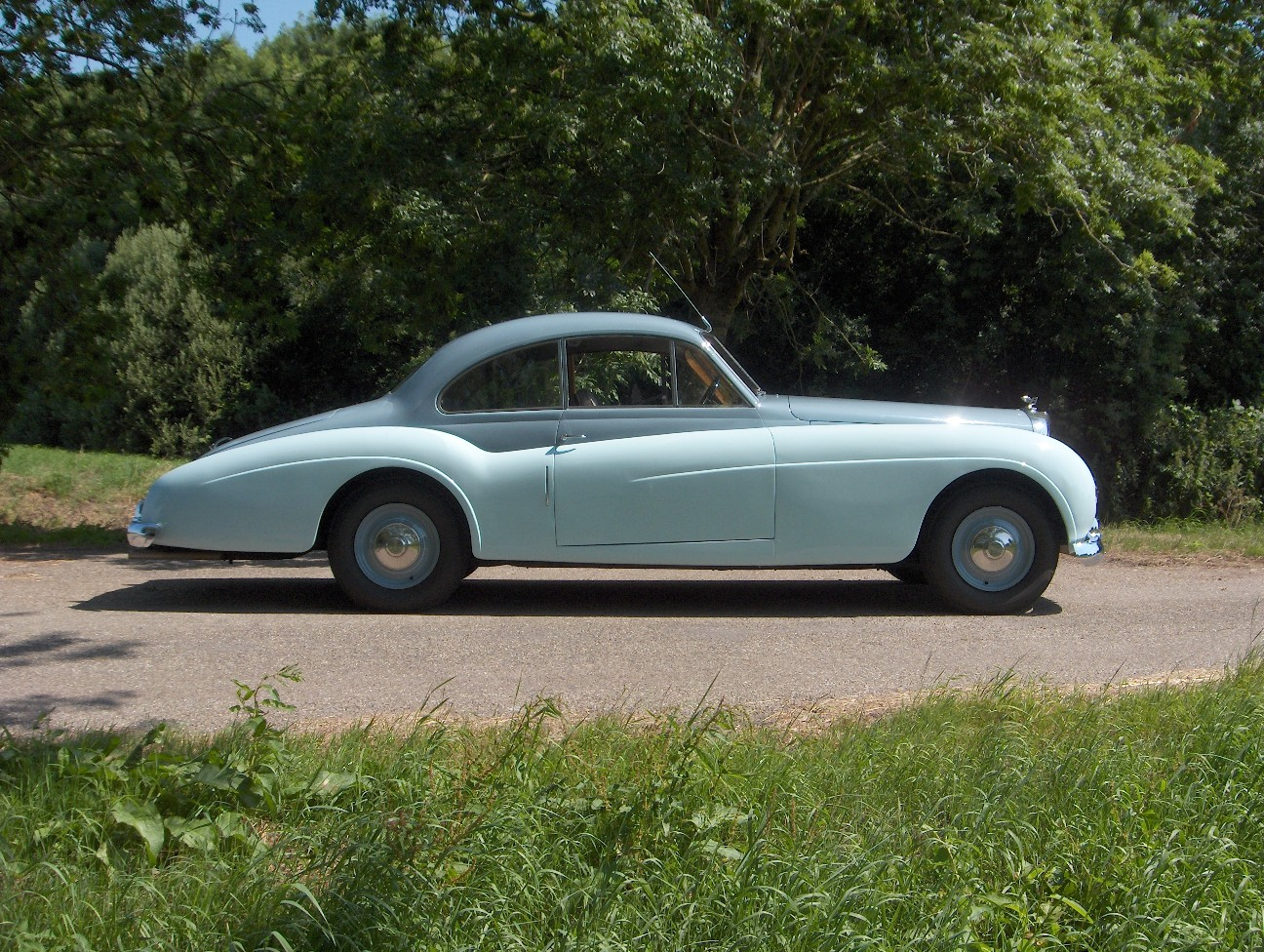
Abbott cupê
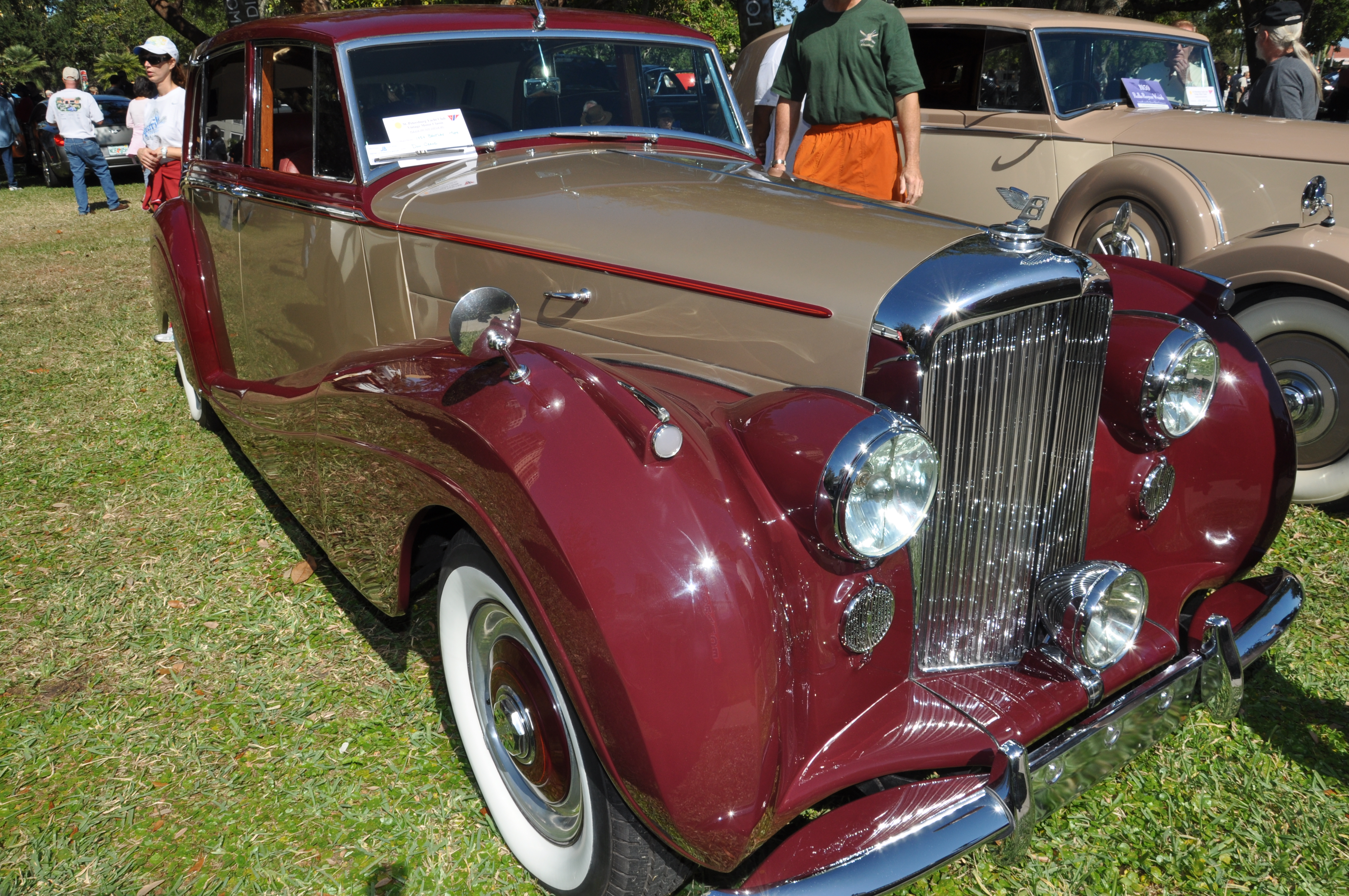
Freestone & Webb sedã esportivo
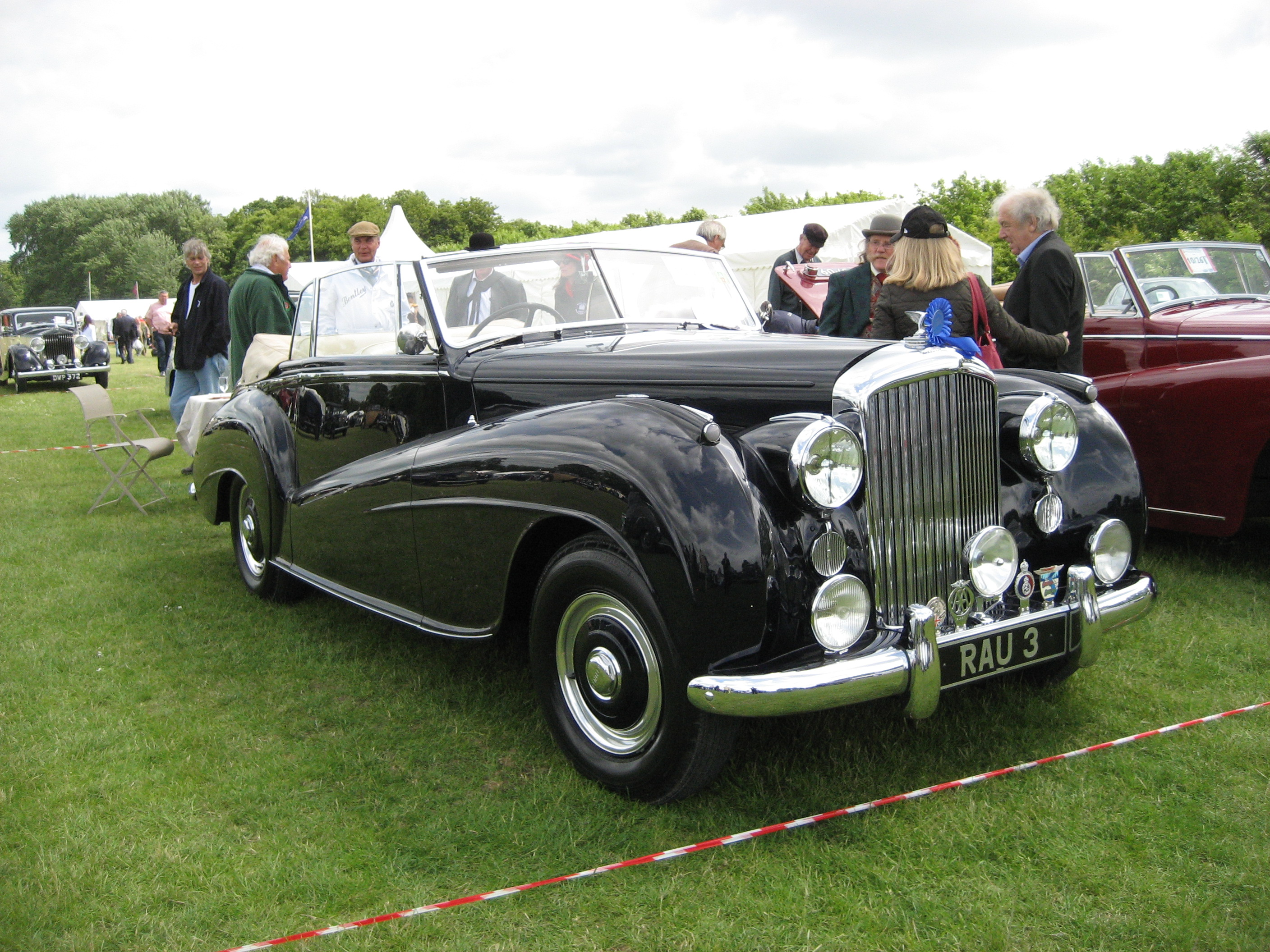
H J Mulliner conversível
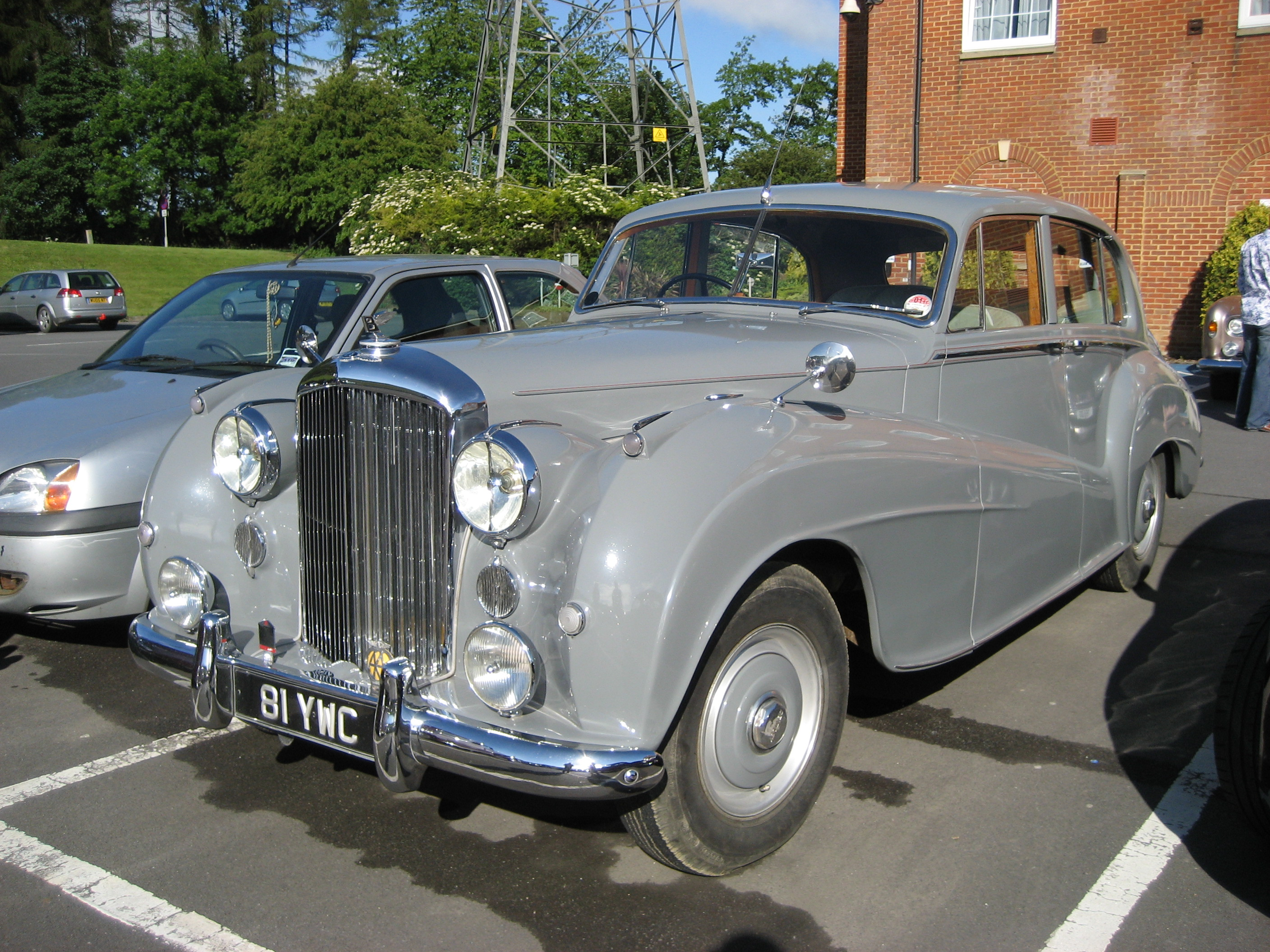
H J Mulliner sedã esportivo
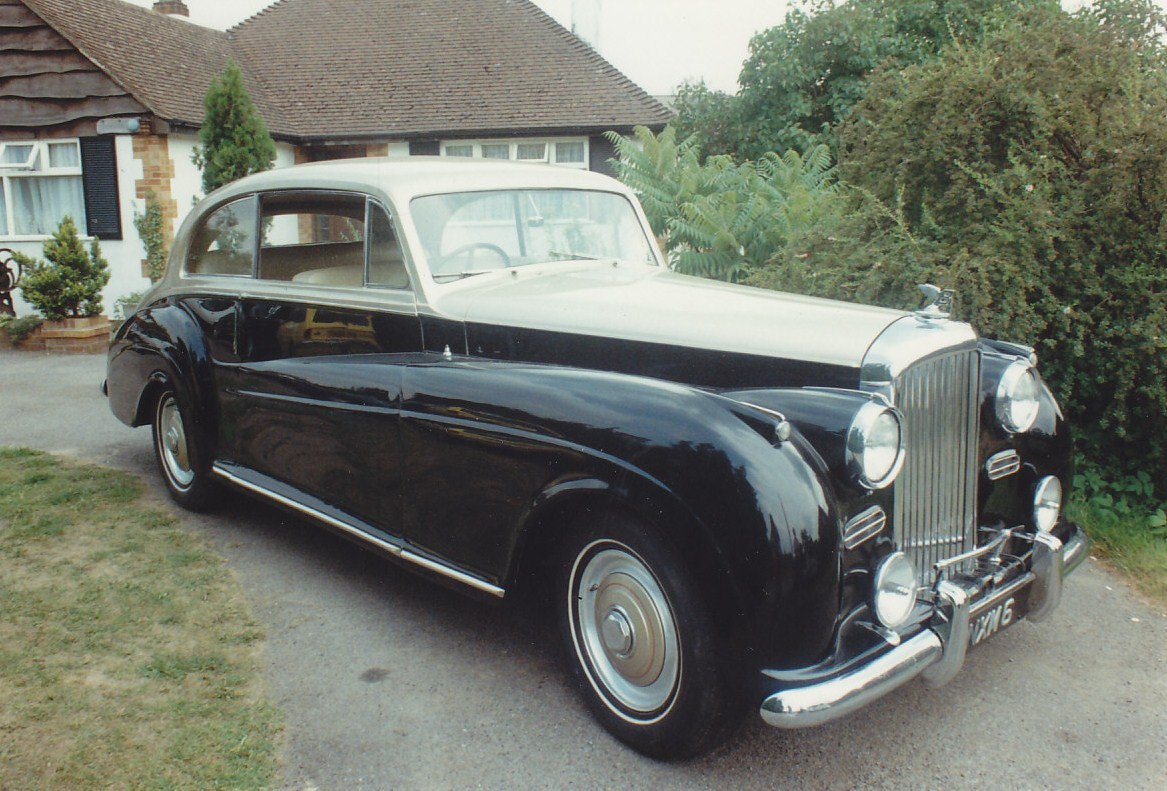
James Young cupê
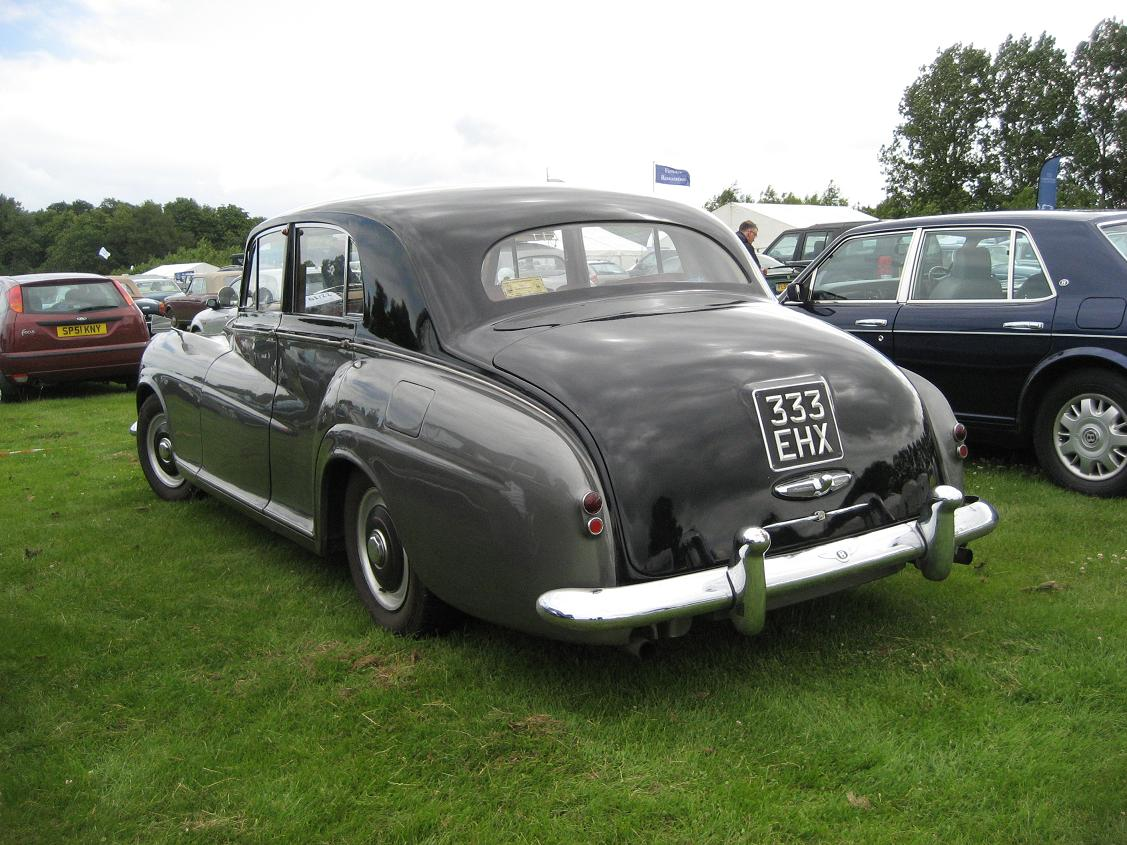
James Young sedã esportivo
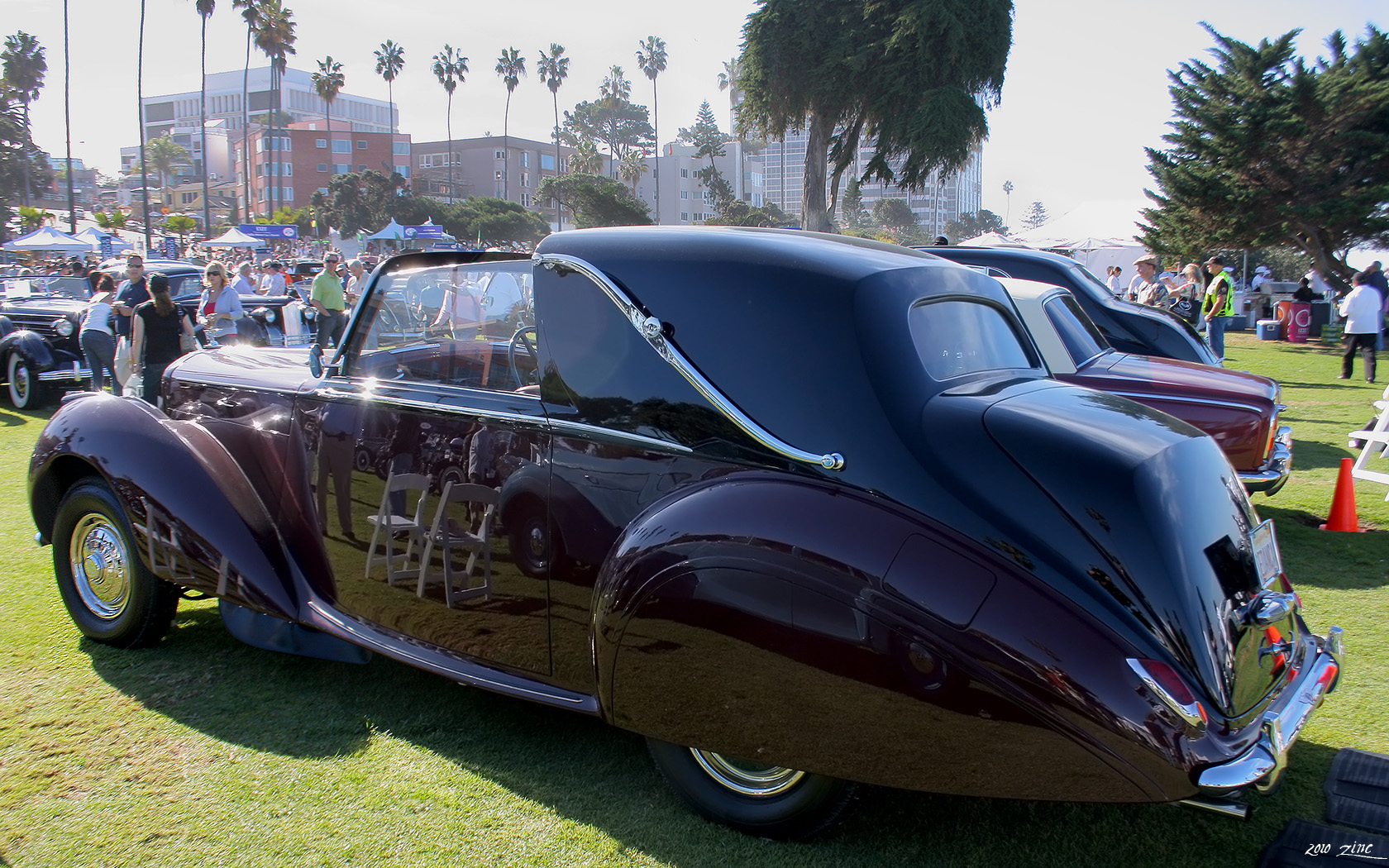
Park Ward cupê de ville

## Desempenho
Um sedã de quatro portas com transmissão automática testado pela revista britânica The Motor em 1953 tinha uma velocidade máxima de 163,7 km/h e podia acelerar de 0 a 97 km/h em 13,25 segundos. Um consumo de combustível de 5,5 km/L foi registrado. O carro de teste custou £ 4.481, incluindo impostos.

## R-Type Continental

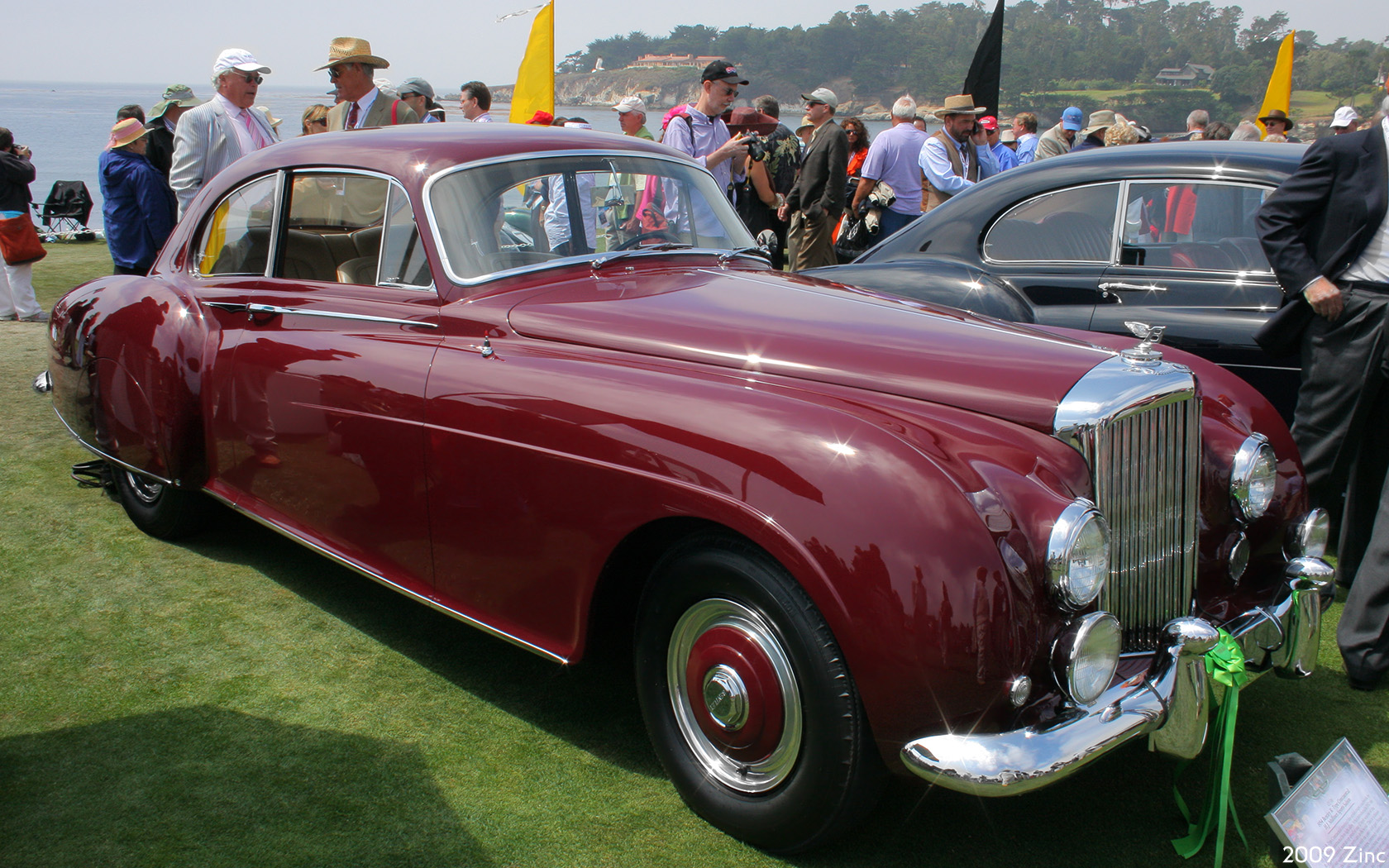
Continental cupê pela H. J. Mulliner

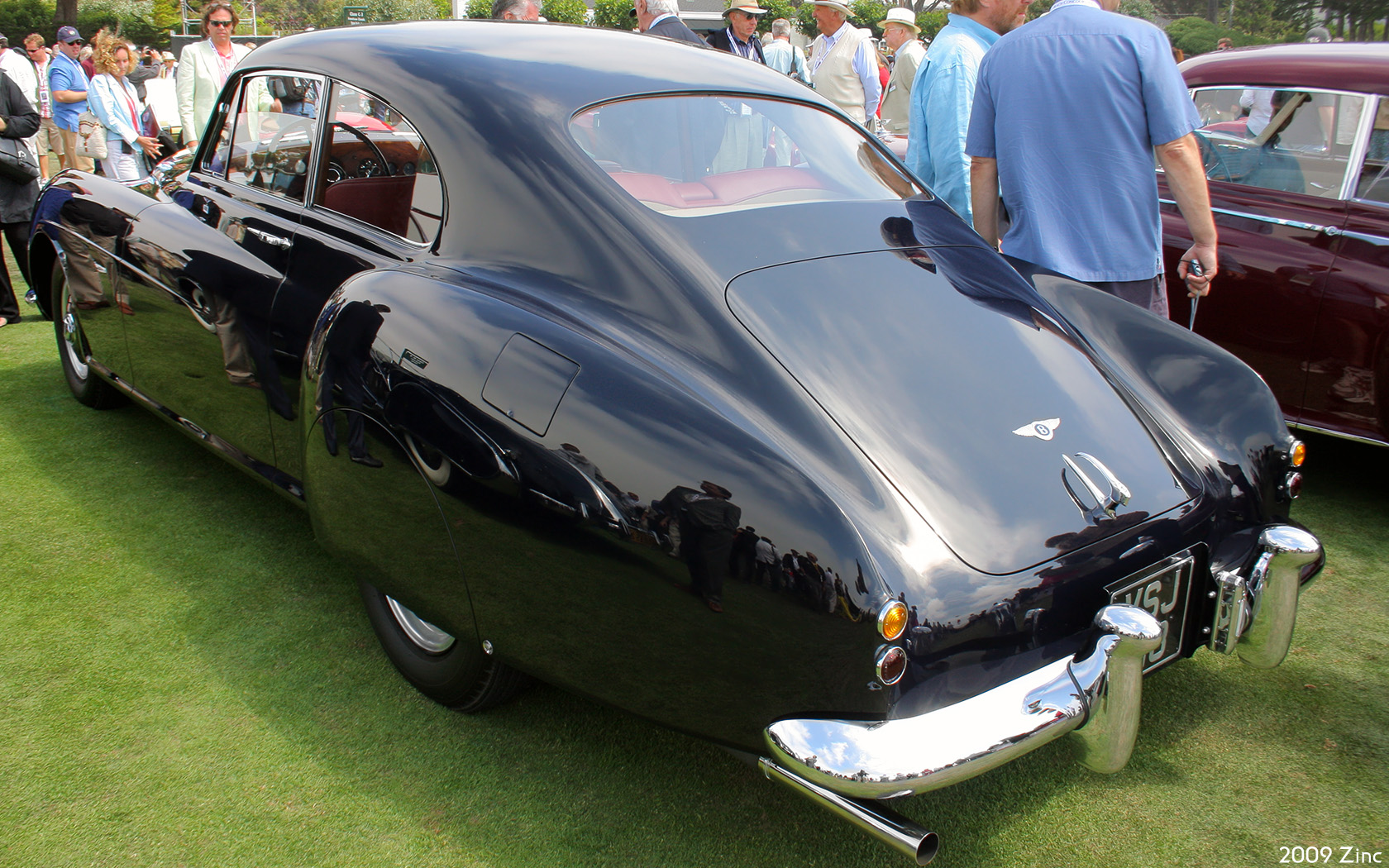
Continental cupê pela H. J. Mulliner

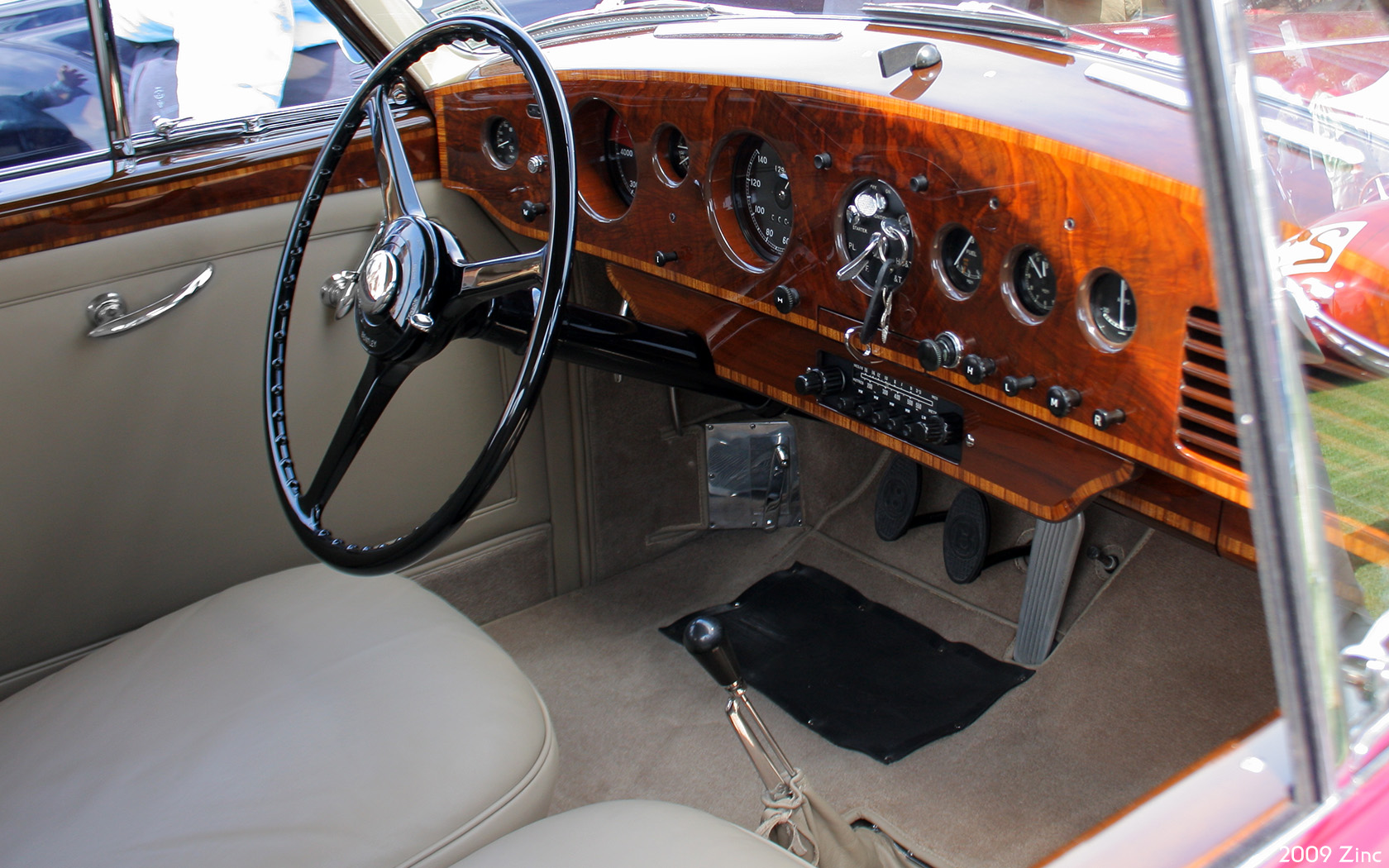
Interior do Continental cupê vermelho pela H. J. Mulliner above

O R-Type Continental era uma versão de alto desempenho do R-Type. Era o carro de quatro lugares mais rápido em produção na época.
O protótipo foi desenvolvido por uma equipe de designers e engenheiros da Rolls-Royce Ltd. e da encarroçadora H. J. Mulliner & Co. liderada pelo engenheiro chefe de projetos da Rolls-Royce, Ivan Evernden. A Rolls-Royce trabalhou com a H. J. Mulliner em vez de sua própria subsidiária de construção de carrocerias Park Ward porque a primeira havia desenvolvido um sistema de construção de carroceria leve usando metal em todo o lugar em vez das tradicionais carrocerias com estrutura de freixo.
O estilo, finalizado por Stanley Watts da H. J. Mulliner, foi influenciado por testes aerodinâmicos conduzidos no túnel de vento da Rolls-Royce pelo assistente de Evernden, Milford Read. Os rabos de peixe estabilizavam o carro em velocidade e o tornavam resistente a mudanças de direção devido a ventos cruzados.
Foi especificado um peso máximo de 1.700 kg para manter os pneus dentro de um limite de carga seguro a uma velocidade máxima de 190 km/h.
O protótipo, com número de chassi 9-B-VI e número de registro OLG-490, que lhe rendeu o apelido de "Olga", estava na estrada em agosto de 1951. O Olga e os Continentals da primeira série de produção foram baseados no chassi Mark VI e usaram um controle de mistura manual no volante, pois essas versões não tinham um afogador automático.
O antigo R Type Continental tem essencialmente o mesmo motor que o R Type padrão, mas com carburação modificada, indução e coletores de escape, juntamente com relações de transmissão mais altas. A taxa de compressão foi aumentada para 7,25:1 do padrão 6,75:1, enquanto a relação de transmissão final foi aumentada (reduzida numericamente) de 3,41 para 3,07.
Apesar do nome, o Continental de duas portas foi produzido principalmente para o mercado interno, a maioria dos 207 carros produzidos eram com volante à direita, com 43 exemplares com volante à esquerda produzidos para uso no exterior. O chassi foi produzido na fábrica da Rolls-Royce em Crewe e compartilhou muitos componentes com o R Type padrão. Os R Type Continentals foram entregues como chassis rolantes para o fabricante de carrocerias de sua escolha. A carroceria da maioria desses carros foi concluída pela H. J. Mulliner & Co., que os construiu principalmente na forma de cupê fastback. Outras carrocerias vieram da Park Ward (Londres), que construiu seis, mais tarde incluindo uma versão conversível. Franay (Paris) construiu cinco, Graber (Wichtrach, Suíça) construiu três, um deles posteriormente alterado por Köng (Basel, Suíça), e Pininfarina fez um. James Young (Londres) construiu em 1954 um sedã esportivo para o proprietário da empresa, James Barclay.

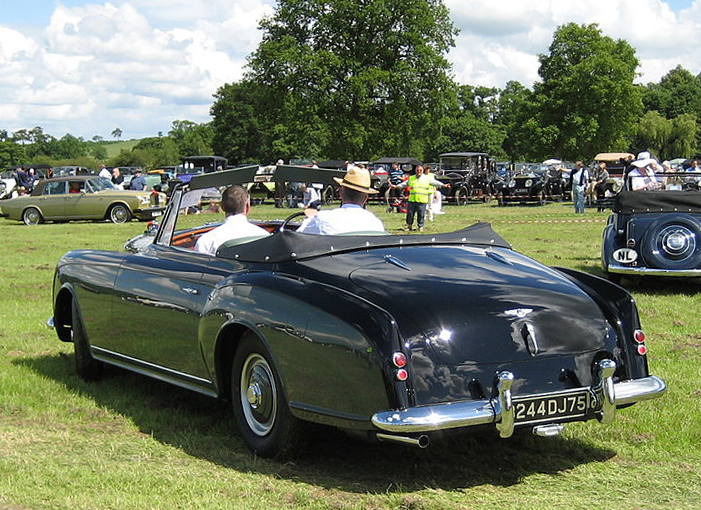
Continental conversível pela Park Ward

Após julho de 1954, o modelo foi equipado com um motor com um diâmetro maior de 94,62 mm, dando uma cilindrada total de 4,9 L (4887 cc).
A raridade do R Type Continental tornou o carro valioso para colecionadores de carros. Em 2015, um R Type Continental de 1952, em condições não restauradas, foi vendido por mais de US$ 1 milhão.

## Números de produção
- R Type: 2323 (295 com carrocerias de encarroçadora)[14]
- R Type Continental: 208[5] (incluindo o protótipo)